# Мамедов, Агиль Садиг оглы
Агиль Садиг оглы Мамедов (азерб. Aqil Sadıq oğlu Məmmədov; род. 1 апреля 1960, Агдабан, Кельбаджарский район) — азербайджанский государственный и политический деятель. Депутат Милли Меджлиса Азербайджанской Республики VI созыва.

## Биография
Родился 1 апреля 1960 года в поселке Агдабан Кельбаджарского района. С 1982 по 1987 годы проходил обучение в Азербайджанском государственном институте физической культуры.
С 2009 по 2012 годы обучался в Академии государственного управления при Президенте Азербайджана.
В 1976 году начал работать в колхозе Агдабан Кельбаджарского района. После получения высшего образования стал тренером в спортивном обществе «Məhsul» Гейгельского района. Позже был назначен на должность начальника Управления спорта Гейгельского района.
С 2006 по 2008 годы работал референтом в отделе общественных вопросов Кяльбаджарского РИК. С 2008 по 2013 годы являлся первым заместителем главы исполнительной власти Кяльбаджарского района.
Распоряжением Президента Азербайджана Ильхама Алиева от 4 марта 2013 года Агиль Мамедов был назначен на должность главы исполнительной власти Кельбаджарского района. В 2020 году в связи с избранием депутатом освобождён от занимаемой должности. 
На выборах в Национальное собрание Азербайджана VI созыва, которые прошли в 9 февраля 2020 года, баллотировался по Кельбаджарскому избирательному округу № 123. По итогам выборов одержал победу и получил мандат депутата Милли Меджлиса Азербайджана. С 10 марта 2020 года приступил к депутатским обязанностям.  
Является членом комитета по труду и социальной политике, членом комитета по региональным вопросам парламента.  